# Wisław (biskup kujawsko-pomorski)
Wisław (ur. ?, zm. 27 listopada 1300) – polski duchowny rzymskokatolicki, biskup kujawsko-pomorski.

## Życiorys
10 marca 1284 mianowany biskupem kujawsko-pomorskim. Brak informacji kiedy i od kogo przyjął sakrę biskupią. W 1292 z powodzeniem dowodził swoich praw do Złotorii, do której rościli pretensje krzyżacy.